# Liga das Nações de Voleibol Feminino de 2023
A Liga das Nações de Voleibol Feminino de 2023 foi a quinta edição deste torneio anual organizado pela Federação Internacional de Voleibol (FIVB). O torneio ocorreu de 30 de maio a 16 de julho, com as finais sendo realizadas na cidade de Arlington, nos Estados Unidos.
Atual campeã da Liga das Nações, a seleção da Itália não conseguiu defender o seu título e foi eliminada pela Turquia nas quartas de final. O Brasil pela primeira vez ficou de fora das semifinais ao ser superado pela China. China e Turquia protagonizam a segunda final inédita do torneio, que terminou com uma vitória turca por 3 sets a 1 e o primeiro título da seleção europeia a nível internacional. A Polônia conquistou a sua primeira medalha ao vencer os Estados Unidos por 3 sets a 2 na disputa pelo bronze. A seleção polonesa não subia ao pódio de uma competição à nível internacional desde o mundial de 1962, quando conquistou a sua última medalha em um torneio deste estilo.

## Participantes
Segue-se o quadro com as dezesseis seleções qualificadas para a Liga das Nações de 2023. Entre parênteses está a posição de cada equipe no ranking da FIVB antes do início da competição.
A Croácia por ser atual vencedora da Challenger Cup de 2022, garantiu o acesso ao torneio nessa edição, substituindo a seleção da Bélgica – última equipe desafiante na classificação geral na Liga das Nações de 2022.
Somente as equipes desafiantes podem ser rebaixadas para a Challenger Cup.
| Qualificação         | Qualificadas             |
| -------------------- | ------------------------ |
| Equipes obrigatórias | Alemanha (11)            |
| Equipes obrigatórias | Brasil (3)               |
| Equipes obrigatórias | China (5)                |
| Equipes obrigatórias | Coreia do Sul (23)       |
| Equipes obrigatórias | Estados Unidos (4)       |
| Equipes obrigatórias | Itália (2)               |
| Equipes obrigatórias | Japão (6)                |
| Equipes obrigatórias | Países Baixos (11)       |
| Equipes obrigatórias | Sérvia (1)               |
| Equipes obrigatórias | Tailândia (15)           |
| Equipes obrigatórias | Turquia (7)              |
| Equipes desafiantes  | Bulgária (16)            |
| Equipes desafiantes  | Canadá (14)              |
| Equipes desafiantes  | Croácia (26)             |
| Equipes desafiantes  | Polônia (10)             |
| Equipes desafiantes  | República Dominicana (9) |

## Fórmula de disputa
Fase preliminar
A Liga das Nações de 2023 é disputada com base na mesma fórmula de competição da edição de 2022. As 16 equipes participantes foram classificadas do 1º ao 16º lugar no ranking mundial da FIVB após o término da última edição, e cada equipe joga um total de 12 partidas durante a fase preliminar ao longo de três semanas, contra adversários igualmente fortes – três partidas contra equipes classificadas do 1º ao 4º, três partidas contra equipes classificadas do 5º ao 8º, três partidas contra equipes classificadas do 9º ao 12º e três partidas contra equipes classificadas do 13º ao 16º.
Fase final
A fase final será disputada em sistema eliminatório, composta pelas sete melhores equipes da fase classificatória além da equipe do país anfitrião.

## Calendário
A tabela dos grupos foi anunciada em 11 de novembro de 2022.
| Turquia · Tailândia · Itália · Polônia | Estados Unidos · Coreia do Sul · Sérvia · Canadá |

| Japão · República Dominicana · Brasil · Croácia | Bulgária · Alemanha · Países Baixos · China |

| China · Itália · Turquia · Canadá · | República Dominicana · Polônia · Países Baixos · Bulgária |

| Brasil · Croácia · Estados Unidos · Alemanha | Japão · Tailândia · Sérvia · Coreia do Sul |

| Coreia do Sul · Estados Unidos · Polônia · Alemanha · | Bulgária · Sérvia · República Dominicana · China |

| Tailândia · Itália · Brasil · Croácia | Japão · Canadá · Países Baixos · Turquia |

## Locais

### Fase preliminar
| Primeira semana                                   | Primeira semana                              |
| Grupo 1                                           | Grupo 2                                      |
| Pavilhão Desportivo de Antália · Antália, Turquia | Nippon Gaishi Hall · Nagoia, Japão           |
| ------------------------------------------------- | -------------------------------------------- |
| Capacidade: 10 000                                | Capacidade: 10 000                           |
|                                                   |                                              |
| Segunda semana                                    |                                              |
| Grupo 3                                           | Grupo 4                                      |
| Hong Kong Coliseum · Hong Kong, China             | Ginásio Nilson Nelson · Brasília, Brasil     |
| Capacidade: 12 500                                | Capacidade: 11 105                           |
|                                                   |                                              |
| Terceira semana                                   |                                              |
| Grupo 5                                           | Grupo 6                                      |
| Arena de Suwon · Suwon, Coreia do Sul             | Estádio Indoor Huamark · Bancoque, Tailândia |
| Capacidade: 4 407                                 | Capacidade: 15 000                           |
|                                                   |                                              |

### Fase final
| Fase final                                      | Fase final |
| ----------------------------------------------- | ---------- |
| College Park Center · Arlington, Estados Unidos | Arlington  |
| Capacidade: 7 000                               | Arlington  |
|                                                 | Arlington  |

## Critérios de classificação
1. Número de vitórias;
2. Pontos;
3. Razão de sets;
4. Razão de pontos;
5. Resultado da última partida entre os times empatados.

- Placar de 3–0 ou 3–1: 3 pontos para o vencedor, nenhum para o perdedor;
- Placar de 3–2: 2 pontos para o vencedor, 1 para o perdedor.

## Fase preliminar

### Tabela
|  | Equipes classificadas para a fase final           |
|  | Equipe classificada para a fase final (país-sede) |
|  | Equipe rebaixada para a Challenger Cup de 2023    |

|     |                      |     | Jogos | Jogos | Jogos | Resultados | Resultados | Resultados | Resultados | Resultados | Resultados | Sets | Sets | Sets  | Pontos | Pontos | Pontos |
| Pos | Equipe               | Pts | T     | V     | D     | 3–0        | 3–1        | 3–2        | 2–3        | 1–3        | 0–3        | V    | P    | R     | V      | P      | R      |
| --- | -------------------- | --- | ----- | ----- | ----- | ---------- | ---------- | ---------- | ---------- | ---------- | ---------- | ---- | ---- | ----- | ------ | ------ | ------ |
| 1   | Polônia              | 29  | 12    | 10    | 2     | 5          | 3          | 2          | 1          | 0          | 1          | 32   | 13   | 2.462 | 1069   | 962    | 1.111  |
| 2   | Estados Unidos       | 28  | 12    | 10    | 2     | 4          | 2          | 4          | 2          | 0          | 0          | 34   | 16   | 2.125 | 1099   | 1004   | 1.095  |
| 3   | Turquia              | 29  | 12    | 9     | 3     | 7          | 2          | 0          | 2          | 0          | 1          | 31   | 11   | 2.818 | 1008   | 850    | 1.186  |
| 4   | Brasil               | 24  | 12    | 8     | 4     | 4          | 2          | 2          | 2          | 0          | 2          | 28   | 18   | 1.556 | 1065   | 987    | 1.079  |
| 5   | China                | 24  | 12    | 8     | 4     | 3          | 3          | 2          | 2          | 1          | 1          | 29   | 19   | 1.526 | 1089   | 993    | 1.097  |
| 6   | Itália               | 21  | 12    | 8     | 4     | 2          | 1          | 5          | 2          | 1          | 1          | 29   | 23   | 1.261 | 1129   | 1106   | 1.021  |
| 7   | Japão                | 21  | 12    | 7     | 5     | 4          | 1          | 2          | 2          | 2          | 1          | 27   | 20   | 1.350 | 1058   | 969    | 1.092  |
| 8   | Alemanha             | 20  | 12    | 7     | 5     | 1          | 4          | 2          | 1          | 3          | 1          | 26   | 23   | 1.130 | 1077   | 1069   | 1.007  |
| 9   | Sérvia               | 19  | 12    | 6     | 6     | 0          | 3          | 3          | 4          | 1          | 1          | 27   | 27   | 1,000 | 1154   | 1121   | 1.029  |
| 10  | Canadá               | 18  | 12    | 6     | 6     | 3          | 0          | 3          | 3          | 0          | 3          | 24   | 24   | 1,000 | 1031   | 1044   | 0.988  |
| 11  | República Dominicana | 14  | 12    | 6     | 6     | 1          | 0          | 5          | 1          | 5          | 0          | 25   | 28   | 0.893 | 1151   | 1119   | 1.029  |
| 12  | Países Baixos        | 18  | 12    | 5     | 7     | 4          | 1          | 0          | 3          | 2          | 2          | 23   | 22   | 1.045 | 1023   | 997    | 1.026  |
| 13  | Bulgária             | 9   | 12    | 2     | 10    | 1          | 1          | 0          | 3          | 2          | 5          | 14   | 31   | 0.452 | 853    | 1013   | 0.842  |
| 14  | Tailândia            | 8   | 12    | 2     | 10    | 2          | 0          | 0          | 2          | 1          | 7          | 11   | 30   | 0.367 | 837    | 981    | 0.853  |
| 15  | Croácia              | 6   | 12    | 2     | 10    | 2          | 0          | 0          | 0          | 2          | 8          | 8    | 30   | 0.267 | 734    | 910    | 0.807  |
| 16  | Coreia do Sul        | 0   | 12    | 0     | 12    | 0          | 0          | 0          | 0          | 3          | 9          | 3    | 36   | 0.083 | 730    | 982    | 0.743  |

Nota: Estados Unidos ficaram na frente da Turquia pelo número de vitórias (USA 10, TUR 9); República Dominicana ficou na frente dos Países Baixos pelo número de vitórias (DOM 6, NED 5).

### Primeira semana

#### Grupo 1
- Local:  Antália, Turquia
- As partidas seguem o horário local (UTC+03:00).

| Data   | Hora  |                | Placar |                | Set 1 | Set 2 | Set 3 | Set 4 | Set 5 | Total   | Relatório |
| ------ | ----- | -------------- | ------ | -------------- | ----- | ----- | ----- | ----- | ----- | ------- | --------- |
| 30 mai | 17:00 | Itália         | 3–2    | Tailândia      | 24–26 | 25–17 | 27–29 | 30–28 | 15–11 | 121–111 | Relatório |
| 30 mai | 20:15 | Polônia        | 3–2    | Canadá         | 20–25 | 25–22 | 20–25 | 25–23 | 15–13 | 105–108 | Relatório |
| 31 mai | 17:00 | Sérvia         | 2–3    | Estados Unidos | 20–25 | 25–19 | 25–21 | 21–25 | 12–15 | 103–105 | Relatório |
| 31 mai | 20:00 | Coreia do Sul  | 0–3    | Turquia        | 14–25 | 17–25 | 24–26 |       |       | 55–76   | Relatório |
| 1 jun  | 14:00 | Canadá         | 0–3    | Tailândia      | 17–25 | 24–26 | 21–25 |       |       | 62–76   | Relatório |
| 1 jun  | 17:00 | Polônia        | 3–1    | Itália         | 21–25 | 25–20 | 25–14 | 25–18 |       | 96–77   | Relatório |
| 1 jun  | 20:00 | Turquia        | 3–1    | Sérvia         | 24–26 | 25–17 | 25–15 | 25–21 |       | 99–79   | Relatório |
| 2 jun  | 14:00 | Tailândia      | 0–3    | Polônia        | 20–25 | 16–25 | 15–25 |       |       | 51–75   | Relatório |
| 2 jun  | 17:00 | Canadá         | 3–0    | Coreia do Sul  | 25–17 | 25–16 | 25–18 |       |       | 75–51   | Relatório |
| 2 jun  | 20:00 | Estados Unidos | 3–2    | Itália         | 25–16 | 14–25 | 22–25 | 25–20 | 15–9  | 101–95  | Relatório |
| 3 jun  | 14:00 | Polônia        | 3–0    | Sérvia         | 25–18 | 25–22 | 30–28 |       |       | 80–68   | Relatório |
| 3 jun  | 17:00 | Estados Unidos | 3–0    | Coreia do Sul  | 25–16 | 27–25 | 25–11 |       |       | 77–52   | Relatório |
| 3 jun  | 20:00 | Turquia        | 3–0    | Itália         | 25–19 | 26–24 | 25–19 |       |       | 76–62   | Relatório |
| 4 jun  | 14:00 | Tailândia      | 3–0    | Coreia do Sul  | 25–17 | 28–26 | 25–21 |       |       | 78–64   | Relatório |
| 4 jun  | 17:00 | Canadá         | 3–2    | Sérvia         | 18–25 | 28–26 | 25–23 | 18–25 | 15–12 | 104–111 | Relatório |
| 4 jun  | 20:00 | Estados Unidos | 3–2    | Turquia        | 25–22 | 25–22 | 22–25 | 11–25 | 15–9  | 98–103  | Relatório |

#### Grupo 2
- Local:  Nagoia, Japão
- As partidas seguem o horário local (UTC+09:00).

| Data   | Hora  |                      | Placar |                      | Set 1 | Set 2 | Set 3 | Set 4 | Set 5 | Total   | Relatório |
| ------ | ----- | -------------------- | ------ | -------------------- | ----- | ----- | ----- | ----- | ----- | ------- | --------- |
| 30 mai | 16:10 | Alemanha             | 3–1    | Países Baixos        | 25–21 | 25–22 | 20–25 | 25–22 |       | 95–90   | Relatório |
| 30 mai | 19:40 | Japão                | 3–1    | República Dominicana | 25–23 | 25–18 | 22–25 | 25–15 |       | 97–81   | Relatório |
| 31 mai | 15:00 | Croácia              | 0–3    | Bulgária             | 12–25 | 17–25 | 19–25 |       |       | 48–75   | Relatório |
| 31 mai | 18:00 | China                | 3–2    | Brasil               | 25–23 | 22–25 | 25–20 | 20–25 | 15–12 | 107–105 | Relatório |
| 1 jun  | 12:00 | Croácia              | 0–3    | Alemanha             | 18–25 | 23–25 | 23–25 |       |       | 64–75   | Relatório |
| 1 jun  | 15:00 | Bulgária             | 2–3    | República Dominicana | 25–22 | 16–25 | 25–16 | 14–25 | 11–15 | 91–103  | Relatório |
| 1 jun  | 18:00 | Brasil               | 3–0    | Países Baixos        | 25–23 | 25–23 | 25–21 |       |       | 75–67   | Relatório |
| 2 jun  | 13:10 | China                | 3–0    | Alemanha             | 25–19 | 25–20 | 25–22 |       |       | 75–61   | Relatório |
| 2 jun  | 16:10 | República Dominicana | 3–2    | Países Baixos        | 25–18 | 22–25 | 25–18 | 21–25 | 15–11 | 108–97  | Relatório |
| 2 jun  | 19:40 | Croácia              | 0–3    | Japão                | 17–25 | 19–25 | 20–25 |       |       | 56–75   | Relatório |
| 3 jun  | 12:40 | Brasil               | 3–1    | República Dominicana | 27–25 | 20–25 | 25–21 | 27–25 |       | 99–96   | Relatório |
| 3 jun  | 15:40 | China                | 3–1    | Países Baixos        | 27–25 | 23–25 | 25–22 | 25–20 |       | 100–92  | Relatório |
| 3 jun  | 19:10 | Bulgária             | 0–3    | Japão                | 20–25 | 17–25 | 19–25 |       |       | 56–75   | Relatório |
| 4 jun  | 12:40 | Croácia              | 0–3    | Brasil               | 24–26 | 18–25 | 8–25  |       |       | 50–76   | Relatório |
| 4 jun  | 15:40 | Alemanha             | 3–2    | Bulgária             | 18–25 | 25–20 | 23–25 | 26–24 | 15–10 | 107–104 | Relatório |
| 4 jun  | 19:10 | Japão                | 0–3    | China                | 18–25 | 25–27 | 25–27 |       |       | 68–79   | Relatório |

### Segunda semana

#### Grupo 3
- Local:  Hong Kong, China
- As partidas seguem o horário local (UTC+08:00).

| Data   | Hora  |                      | Placar |               | Set 1 | Set 2 | Set 3 | Set 4 | Set 5 | Total   | Relatório |
| ------ | ----- | -------------------- | ------ | ------------- | ----- | ----- | ----- | ----- | ----- | ------- | --------- |
| 13 jun | 17:00 | República Dominicana | 1–3    | Polônia       | 23–25 | 28–30 | 25–23 | 17–25 |       | 93–103  | Relatório |
| 13 jun | 20:30 | China                | 3–0    | Canadá        | 25–14 | 25–18 | 29–27 |       |       | 79–59   | Relatório |
| 14 jun | 17:00 | Itália               | 3–0    | Bulgária      | 25–17 | 25–19 | 25–23 |       |       | 75–59   | Relatório |
| 14 jun | 20:30 | Países Baixos        | 0–3    | Turquia       | 29–31 | 21–25 | 15–25 |       |       | 65–81   | Relatório |
| 15 jun | 13:30 | Bulgária             | 0–3    | Canadá        | 15–25 | 13–25 | 15–25 |       |       | 43–75   | Relatório |
| 15 jun | 17:00 | Polônia              | 3–0    | Turquia       | 25–22 | 25–20 | 30–28 |       |       | 80–70   | Relatório |
| 15 jun | 20:30 | República Dominicana | 2–3    | Itália        | 16–25 | 25–16 | 25–21 | 22–25 | 10–15 | 98–102  | Relatório |
| 16 jun | 13:30 | Turquia              | 3–0    | Canadá        | 25–15 | 25–22 | 25–20 |       |       | 75–57   | Relatório |
| 16 jun | 17:00 | Polônia              | 0–3    | Países Baixos | 22–25 | 21–25 | 26–28 |       |       | 69–78   | Relatório |
| 16 jun | 20:30 | Bulgária             | 1–3    | China         | 25–20 | 7–25  | 10–25 | 15–25 |       | 57–95   | Relatório |
| 17 jun | 13:30 | República Dominicana | 3–2    | Canadá        | 22–25 | 25–13 | 25–17 | 23–25 | 15–10 | 110–90  | Relatório |
| 17 jun | 17:00 | Países Baixos        | 2–3    | Itália        | 25–22 | 22–25 | 20–25 | 25–18 | 17–19 | 109–109 | Relatório |
| 17 jun | 20:30 | Polônia              | 3–0    | China         | 25–20 | 25–23 | 25–22 |       |       | 75–65   | Relatório |
| 18 jun | 13:30 | Bulgária             | 0–3    | Países Baixos | 24–26 | 17–25 | 17–25 |       |       | 58–76   | Relatório |
| 18 jun | 17:00 | República Dominicana | 1–3    | Turquia       | 23–25 | 19–25 | 25–23 | 20–25 |       | 87–98   | Relatório |
| 18 jun | 20:30 | Itália               | 3–2    | China         | 23–25 | 25–23 | 18–25 | 25–22 | 15–12 | 106–107 | Relatório |

#### Grupo 4
- Local:  Brasília, Brasil
- As partidas seguem o horário local (UTC−03:00).

| Data   | Hora  |               | Placar |                | Set 1 | Set 2 | Set 3 | Set 4 | Set 5 | Total  | Relatório |
| ------ | ----- | ------------- | ------ | -------------- | ----- | ----- | ----- | ----- | ----- | ------ | --------- |
| 13 jun | 17:30 | Croácia       | 1–3    | Estados Unidos | 25–17 | 22–25 | 18–25 | 15–25 |       | 80–92  | Relatório |
| 13 jun | 21:00 | Japão         | 2–3    | Sérvia         | 25–16 | 20–25 | 25–16 | 20–25 | 10–15 | 100–97 | Relatório |
| 14 jun | 17:30 | Alemanha      | 3–1    | Tailândia      | 25–20 | 25–13 | 19–25 | 25–23 |       | 94–81  | Relatório |
| 14 jun | 21:00 | Brasil        | 3–0    | Coreia do Sul  | 31–29 | 25–16 | 25–16 |       |       | 81–61  | Relatório |
| 15 jun | 14:00 | Tailândia     | 0–3    | Estados Unidos | 21–25 | 18–25 | 16–25 |       |       | 55–75  | Relatório |
| 15 jun | 17:30 | Japão         | 3–0    | Coreia do Sul  | 25–18 | 25–13 | 25–19 |       |       | 75–50  | Relatório |
| 15 jun | 21:00 | Brasil        | 3–2    | Sérvia         | 23–25 | 25–22 | 21–25 | 25–12 | 15–11 | 109–95 | Relatório |
| 16 jun | 14:00 | Japão         | 2–3    | Alemanha       | 23–25 | 25–14 | 22–25 | 25–20 | 8–15  | 103–99 | Relatório |
| 16 jun | 17:30 | Coreia do Sul | 0–3    | Croácia        | 23–25 | 21–25 | 14–25 |       |       | 58–75  | Relatório |
| 16 jun | 21:00 | Sérvia        | 3–2    | Tailândia      | 24–26 | 22–25 | 25–17 | 25–12 | 16–14 | 112–94 | Relatório |
| 17 jun | 14:00 | Brasil        | 3–1    | Alemanha       | 25–22 | 25–18 | 22–25 | 25–17 |       | 97–82  | Relatório |
| 17 jun | 17:30 | Japão         | 3–2    | Estados Unidos | 23–25 | 25–23 | 25–19 | 23–25 | 15–6  | 111–98 | Relatório |
| 17 jun | 21:00 | Sérvia        | 3–1    | Croácia        | 25–16 | 25–11 | 23–25 | 25–17 |       | 98–69  | Relatório |
| 18 jun | 10:00 | Brasil        | 0–3    | Estados Unidos | 22–25 | 19–25 | 22–25 |       |       | 63–75  | Relatório |
| 18 jun | 14:00 | Tailândia     | 0–3    | Croácia        | 17–25 | 21–25 | 20–25 |       |       | 58–75  | Relatório |
| 18 jun | 17:30 | Alemanha      | 3–1    | Coreia do Sul  | 25–19 | 25–17 | 25–27 | 25–12 |       | 100–75 | Relatório |

### Terceira semana

#### Grupo 5
- Local:  Suwon, Coreia do Sul
- As partidas seguem o horário local (UTC+09:00).

| Data   | Hora  |                      | Placar |                      | Set 1 | Set 2 | Set 3 | Set 4 | Set 5 | Total   | Relatório |
| ------ | ----- | -------------------- | ------ | -------------------- | ----- | ----- | ----- | ----- | ----- | ------- | --------- |
| 27 jun | 15:30 | Alemanha             | 3–1    | República Dominicana | 25–19 | 25–18 | 18–25 | 25–21 |       | 93–83   | Relatório |
| 27 jun | 19:00 | Bulgária             | 3–1    | Coreia do Sul        | 25–22 | 25–18 | 24–26 | 25–15 |       | 99–81   | Relatório |
| 28 jun | 15:30 | Estados Unidos       | 3–2    | Polônia              | 17–25 | 25–15 | 27–25 | 28–30 | 16–14 | 113–109 | Relatório |
| 28 jun | 19:00 | China                | 1–3    | Sérvia               | 13–25 | 25–17 | 23–25 | 20–25 |       | 81–92   | Relatório |
| 29 jun | 12:00 | Polônia              | 3–2    | Alemanha             | 15–25 | 25–19 | 25–19 | 19–25 | 17–15 | 101–103 | Relatório |
| 29 jun | 15:30 | Estados Unidos       | 3–0    | Bulgária             | 25–15 | 25–17 | 25–17 |       |       | 75–49   | Relatório |
| 29 jun | 19:00 | República Dominicana | 3–0    | Coreia do Sul        | 25–18 | 25–18 | 25–16 |       |       | 75–52   | Relatório |
| 30 jun | 12:00 | Bulgária             | 1–3    | Polônia              | 28–26 | 19–25 | 16–25 | 15–25 |       | 78–101  | Relatório |
| 30 jun | 15:30 | Alemanha             | 1–3    | Sérvia               | 17–25 | 25–23 | 16–25 | 28–30 |       | 86–103  | Relatório |
| 30 jun | 19:00 | China                | 2–3    | República Dominicana | 25–20 | 20–25 | 25–22 | 20–25 | 13–15 | 103–107 | Relatório |
| 1 jul  | 10:30 | Sérvia               | 2–3    | República Dominicana | 25–22 | 15–25 | 25–23 | 19–25 | 10–15 | 94–110  | Relatório |
| 1 jul  | 14:00 | Coreia do Sul        | 1–3    | China                | 13–25 | 21–25 | 25–21 | 15–25 |       | 74–96   | Relatório |
| 1 jul  | 17:30 | Alemanha             | 1–3    | Estados Unidos       | 22–25 | 25–18 | 22–25 | 13–25 |       | 82–93   | Relatório |
| 2 jul  | 10:30 | Sérvia               | 3–2    | Bulgária             | 20–25 | 25–16 | 25–14 | 17–25 | 15–4  | 102–84  | Relatório |
| 2 jul  | 14:00 | Polônia              | 3–0    | Coreia do Sul        | 25–23 | 25–18 | 25–16 |       |       | 75–57   | Relatório |
| 2 jul  | 17:30 | China                | 3–2    | Estados Unidos       | 18–25 | 25–19 | 19–25 | 25–20 | 15–8  | 102–97  | Relatório |

#### Grupo 6
- Local:  Bancoque, Tailândia
- As partidas seguem o horário local (UTC+07:00).

| Data   | Hora  |               | Placar |               | Set 1 | Set 2 | Set 3 | Set 4 | Set 5 | Total   | Relatório |
| ------ | ----- | ------------- | ------ | ------------- | ----- | ----- | ----- | ----- | ----- | ------- | --------- |
| 27 jun | 17:00 | Croácia       | 0–3    | Canadá        | 21–25 | 21–25 | 26–28 |       |       | 68–78   | Relatório |
| 27 jun | 20:30 | Tailândia     | 0–3    | Países Baixos | 26–28 | 18–25 | 20–25 |       |       | 64–78   | Relatório |
| 28 jun | 17:00 | Japão         | 3–2    | Turquia       | 25–23 | 25–23 | 21–25 | 16–25 | 15–9  | 102–105 | Relatório |
| 28 jun | 20:30 | Brasil        | 3–2    | Itália        | 26–28 | 25–20 | 19–25 | 25–21 | 15–10 | 110–104 | Relatório |
| 29 jun | 13:00 | Croácia       | 0–3    | Países Baixos | 20–25 | 11–25 | 15–25 |       |       | 46–75   | Relatório |
| 29 jun | 17:00 | Brasil        | 2–3    | Canadá        | 30–28 | 22–25 | 23–25 | 25–21 | 15–17 | 115–116 | Relatório |
| 29 jun | 20:30 | Tailândia     | 0–3    | Turquia       | 15–25 | 15–25 | 20–25 |       |       | 50–75   | Relatório |
| 30 jun | 13:00 | Canadá        | 2–3    | Itália        | 25–22 | 23–25 | 14–25 | 26–24 | 10–15 | 98–111  | Relatório |
| 30 jun | 17:00 | Países Baixos | 3–1    | Japão         | 25–22 | 25–17 | 21–25 | 25–20 |       | 96–84   | Relatório |
| 30 jun | 20:30 | Brasil        | 0–3    | Turquia       | 22–25 | 16–25 | 22–25 |       |       | 60–75   | Relatório |
| 1 jul  | 13:00 | Itália        | 3–0    | Croácia       | 25–14 | 25–17 | 25–17 |       |       | 75–48   | Relatório |
| 1 jul  | 17:00 | Países Baixos | 2–3    | Canadá        | 27–25 | 16–25 | 25–18 | 23–25 | 9–15  | 100–108 | Relatório |
| 1 jul  | 20:30 | Tailândia     | 0–3    | Japão         | 18–25 | 22–25 | 20–25 |       |       | 60–75   | Relatório |
| 2 jul  | 13:00 | Croácia       | 0–3    | Turquia       | 14–25 | 23–25 | 18–25 |       |       | 55–75   | Relatório |
| 2 jul  | 17:00 | Itália        | 3–1    | Japão         | 25–23 | 25–23 | 17–25 | 25–22 |       | 92–93   | Relatório |
| 2 jul  | 20:30 | Tailândia     | 0–3    | Brasil        | 20–25 | 16–25 | 23–25 |       |       | 59–75   | Relatório |

## Fase final
|  | Quartas de final | Quartas de final |                |   | Semifinais     | Semifinais     |  |  | Final | Final |
|  |                  |                  |                |   |                |                |  |  |       |       |
|  | 12 de julho      |                  |                |   |                |                |  |  |       |       |
|  |                  |                  |                |   |                |                |  |  |       |       |
|  | Polônia          | 3                |                |   |                |                |  |  |       |       |
|  | Polônia          | 3                | 15 de julho    |   |                |                |  |  |       |       |
|  | Alemanha         | 1                |                |   |                |                |  |  |       |       |
|  | Alemanha         | 1                | Polônia        | 0 |                |                |  |  |       |       |
|  | 13 de julho      |                  | Polônia        | 0 |                |                |  |  |       |       |
|  |                  | China            | 3              |   |                |                |  |  |       |       |
|  | Brasil           | China            | 3              | 1 |                |                |  |  |       |       |
|  | Brasil           |                  | 16 de julho    | 1 |                |                |  |  |       |       |
|  | China            | 3                |                |   |                |                |  |  |       |       |
|  | China            | 3                | China          | 1 |                |                |  |  |       |       |
|  | 12 de julho      |                  | China          | 1 |                |                |  |  |       |       |
|  |                  | Turquia          | 3              |   |                |                |  |  |       |       |
|  | Estados Unidos   | Turquia          | 3              | 3 |                |                |  |  |       |       |
|  | Estados Unidos   | 15 de julho      |                | 3 |                |                |  |  |       |       |
|  | Japão            | 1                |                |   |                |                |  |  |       |       |
|  | Japão            | 1                | Estados Unidos | 1 |                |                |  |  |       |       |
|  | 13 de julho      |                  | Estados Unidos | 1 |                |                |  |  |       |       |
|  |                  | Turquia          | 3              |   | Terceiro lugar | Terceiro lugar |  |  |       |       |
|  | Turquia          | Turquia          | 3              | 3 | Terceiro lugar | Terceiro lugar |  |  |       |       |
|  | Turquia          |                  | 16 de julho    | 3 |                |                |  |  |       |       |
|  | Itália           | 0                |                |   |                |                |  |  |       |       |
|  | Itália           | 0                | Polônia        | 3 |                |                |  |  |       |       |
|  |                  |                  |                |   |                |                |  |  |       |       |
|  | Estados Unidos   | 2                |                |   |                |                |  |  |       |       |
|  | Estados Unidos   | 2                |                |   |                |                |  |  |       |       |

- As partidas seguem o horário local (UTC−06:00).

### Quartas de final
| Data   | Hora  |                | Placar |          | Set 1 | Set 2 | Set 3 | Set 4 | Set 5 | Total | Relatório |
| ------ | ----- | -------------- | ------ | -------- | ----- | ----- | ----- | ----- | ----- | ----- | --------- |
| 12 jul | 16:00 | Polônia        | 3–1    | Alemanha | 25–12 | 21–25 | 25–21 | 26–24 |       | 97–82 | Relatório |
| 12 jul | 19:30 | Estados Unidos | 3–1    | Japão    | 25–23 | 25–21 | 18–25 | 25–18 |       | 93–87 | Relatório |
| 13 jul | 10:30 | Brasil         | 1–3    | China    | 21–25 | 20–25 | 25–20 | 23–25 |       | 89–95 | Relatório |
| 13 jul | 14:00 | Turquia        | 3–0    | Itália   | 25–20 | 25–15 | 25–18 |       |       | 75–53 | Relatório |

### Semifinais
| Data   | Hora  |                | Placar |         | Set 1 | Set 2 | Set 3 | Set 4 | Set 5 | Total  | Relatório |
| ------ | ----- | -------------- | ------ | ------- | ----- | ----- | ----- | ----- | ----- | ------ | --------- |
| 15 jul | 16:00 | Polônia        | 0–3    | China   | 18–25 | 23–25 | 23–25 |       |       | 64–75  | Relatório |
| 15 jul | 19:30 | Estados Unidos | 1–3    | Turquia | 21–25 | 14–25 | 26–24 | 25–27 |       | 86–101 | Relatório |

### Terceiro lugar
| Data   | Hora  |         | Placar |                | Set 1 | Set 2 | Set 3 | Set 4 | Set 5 | Total  | Relatório |
| ------ | ----- | ------- | ------ | -------------- | ----- | ----- | ----- | ----- | ----- | ------ | --------- |
| 16 jul | 14:00 | Polônia | 3–2    | Estados Unidos | 25–15 | 16–25 | 25–19 | 18–25 | 17–15 | 101–99 | Relatório |

### Final
| Data   | Hora  |       | Placar |         | Set 1 | Set 2 | Set 3 | Set 4 | Set 5 | Total | Relatório |
| ------ | ----- | ----- | ------ | ------- | ----- | ----- | ----- | ----- | ----- | ----- | --------- |
| 16 jul | 17:30 | China | 1–3    | Turquia | 22–25 | 25–22 | 19–25 | 16–25 |       | 82–97 | Relatório |

## Classificação final
| Campeão | Vice-campeão | Terceiro lugar |
| TurquiaGizem Örge · Simge Aköz · Cansu Özbay · Melissa Vargas · Ayça Aykaç · Hande Baladın · Derya Cebecioğlu · Şahin Elif · Eda Erdem · Sahin Saliha · Zehra Güneş · Aslı Kalaç · İlkin Aydın · Ebrar Karakurt | ChinaYuan Xinyue · Diao Linyu · Yang Hanyu · Gao Yi · Gong Xiangyu · Wang Yanyuan · Xu Xiaoting · Wang Yunlu · Zhong Hui · Li Yingying · Zheng Yixin · Ni Feifan · Wang Mengjie · Du Qingqing | PolôniaMarysia Stenzel · Agnieszka Kąkolewska · Monika Gałkowska · Magdalena Stysiak · Monika Fedusio · Martyna Łukasik · Aleksandra Szczygłowska · Martyna Czyrniańska · Dominika Pierzchała · Katarzyna Wenerska · Joanna Pacak · Olivia Różański · Julia Nowicka · Magdalena Jurczyk |

| 4  | Estados Unidos       |
| 5  | Brasil               |
| 6  | Itália               |
| 7  | Japão                |
| 8  | Alemanha             |
| 9  | Sérvia               |
| 10 | Canadá               |
| 11 | República Dominicana |
| 12 | Países Baixos        |
| 13 | Bulgária             |
| 14 | Tailândia            |
| 15 | Croácia              |
| 16 | Coreia do Sul        |

Fonte: Volleyball World

## Prêmios individuais
A seleção do campeonato foi composta pelas seguintes jogadoras:
- MVP (Most Valuable Player):  Melissa Vargas